# كلايد تي فرنسيسكو
كلايد تي فرنسيسكو (بالإنجليزية: Clyde T. Francisco)‏ هو مدرس أمريكي، ولد في 2 يونيو 1916، وتوفي في 21 أغسطس 1981.